# (1101) Clematis
(1101) Clematis es un asteroide que forma parte del cinturón exterior de asteroides y fue descubierto por Karl Wilhelm Reinmuth el 22 de septiembre de 1928 desde el observatorio de Heidelberg-Königstuhl, Alemania.

## Designación y nombre
Clematis fue designado inicialmente como 1928 SJ.
Más adelante se nombró por la Clematis, un género de plantas de la familia de las ranunculáceas.

## Características orbitales
Clematis está situado a una distancia media del Sol de 3,232 ua, pudiendo acercarse hasta 2,98 ua y alejarse hasta 3,484 ua. Tiene una inclinación orbital de 21,42° y una excentricidad de 0,07796. Emplea 2122 días en completar una órbita alrededor del Sol.